# Makarska Open 2024
Il Makarska Open 2024, sponsorizzato da Valamar è un torneo di tennis giocato sulla terra rossa. È la 18ª edizione del torneo che fa parte della categoria WTA 125 nell'ambito del WTA Challenger Tour 2024. Si gioca al Tennis Center Makarska di Macarsca in Croazia dal 3 al 9 giugno 2024.

## Partecipanti al singolare

### Teste di serie
| Nazionalità | Giocatrice                | Ranking* | Testa di serie |
| ----------- | ------------------------- | -------- | -------------- |
| Spagna      | Sara Sorribes Tormo       | 43       | 1              |
| Egitto      | Mayar Sherif              | 53       | 2              |
| Slovacchia  | Anna Karolína Schmiedlová | 54       | 3              |
| Cina        | Wang Xiyu                 | 61       | 4              |
| Croazia     | Petra Martić              | 81       | 5              |
| Rep. Ceca   | Brenda Fruhvirtová        | 89       | 6              |
| Giappone    | Nao Hibino                | 96       | 7              |
| Stati Uniti | Katie Volynets            | 108      | 8              |

* Ranking al 27 maggio 2024.

### Altre partecipanti
Le seguenti giocatrici hanno ricevuto una wildcard per il tabellone principale:
- Tena Lukas
- Petra Marčinko
- Petra Martić
- Sara Sorribes Tormo

Le seguenti giocatrici sono passate dalle qualificazioni:
- Maya Joint
- Valerija Strachova
- Sara Svetac
- Marija Timofeeva

## Partecipanti al doppio

### Teste di serie
| Nazione | Giocatrice                 | Nazione       | Giocatrice      | Ranking* | Testa di serie |
| ------- | -------------------------- | ------------- | --------------- | -------- | -------------- |
| Ucraina | Valerija Strachova         | Taipei cinese | Wu Fang-hsien   | 164      | 1              |
| Grecia  | Valentini Grammatikopoulou | Polonia       | Katarzyna Piter | 177      | 2              |

* Ranking al 27 maggio 2024.

### Altre partecipanti
Le seguenti giocatrici hanno ricevuto una wild card per il tabellone principale:
- Tena Lukas /  Kristina Mladenovic

## Campionesse

### Singolare
Katie Volynets ha sconfitto in finale  Mayar Sherif con il punteggio di 3-6, 6-2, 6-1.

### Doppio
Sabrina Santamaria /  Iryna Šymanovič hanno sconfitto in finale  Nao Hibino /  Oksana Kalašnikova con il punteggio di 6-4, 3-6, [10-6].